# Skalité
Skalité je naseljeno mjesto u okrugu Čadca u Žilinskom kraju u Slovačkoj.

## Stanovništvo
| Godina:     | 1993. | 2003.   | 2013.   | 2023.   |
| ----------- | ----- | ------- | ------- | ------- |
| Broj ljudi: | 4900  | 5075    | 5247    | 5261    |
| Razlika:    |       | +3,57 % | +3,38 % | +0,26 % |

| Godina:     | 2022. | 2023.   |
| ----------- | ----- | ------- |
| Broj ljudi: | 5242  | 5261    |
| Razlika:    |       | +0,36 % |

Prema podatcima o broju stanovnika iz 2023. godine naselje je imalo 5261 stanovnika.

## Vanjske poveznice
|  | Zajednički poslužitelj ima još gradiva o temi Skalité |

- Službena stranica naselja (sl.)